# Новолисино (станция)
Новоли́сино — узловая железнодорожная станция Октябрьской железной дороги на линиях Санкт-Петербург — Великий Новгород и Тосно — Гатчина. Расположена: на первой линии — между платформами 40-й и 46-й километр, на второй — между станциями Владимирская и Стекольный. Станция находится близ въезда в посёлок Форносово Тосненского района Ленинградской области.
Станция относится к Санкт-Петербургскому региону дороги. К северо-западу от неё проходит граница с Санкт-Петербург-Витебским регионом. Электрифицирована в 1971 году в составе участка «Павловск — Новолисино».

## История
Станция Хейная была построена в 1870 году на линии Тосно — Балтийский Порт, название станции присвоено по месту расположения реки Хейна. Пассажирское здание, жилые дома и службы были построены по проекту архитектора Н. П. Высоцкого. В 1880-х годах станция получила новое название — Лисино, а в 1917 году станцию Лисино переименовали в Новолисино.

НОВО-ЛИСИНО — станция Сев.-Зап. ж. д. Погинского сельсовета, 17 хозяйств, 62 души.

Из них: русских — 9 хозяйств, 30 душ (16 м п., 14 ж. п.); эстонцев — 4 хозяйства, 18 душ (6 м п., 12 ж. п.);
 поляков — 2 хозяйства, 12 душ (6 м п., 6 ж. п.); финнов — 1 хозяйство, 1 душа (м. п.); литовцев — 1 хозяйство, 1 душа (м. п.) (1926 год)

## Описание
Станция располагает 7 путями и одной островной платформой. Один из путей — тупиковый, расположен с северной стороны платформы и используется электропоездами из Санкт-Петербурга. На путь, расположенный с другой стороны платформы, помимо электропоездов из Санкт-Петербурга, прибывают пригородные дизель-электропоезда из Новгорода и Радофинникова, что позволяет осуществлять кросс-платформенную пересадку из электропоезда в дизель-электропоезд на Новгород, не приобретая билета, поскольку кассы на станции отсутствуют.
В западной части станции имеются останки путепровода линии Санкт-Петербург — Великий Новгород. Эта линия раньше шла прямо, без захода в Новолисино. Тогда же и были соединительные ветки с линией Тосно — Гатчина. После закрытия линии по путепроводу, эти ветки стали частями перегонов, и теперь движение из Санкт-Петербурга в Новгород возможно только через Новолисино.
С 10 декабря 2018 года поезд 79/80 Санкт-Петербург — Калининград минует эту станцию без остановки. Поезд до Калининграда следует через Павловск, Новолисино, Стекольный, Тосно и дальше до Великого Новгорода через Чудово (без смены локомотива), а обратный на Санкт-Петербург следует через Великий Новгород, Рогавку, Новолисино и Павловск так же, без смены локомотива.

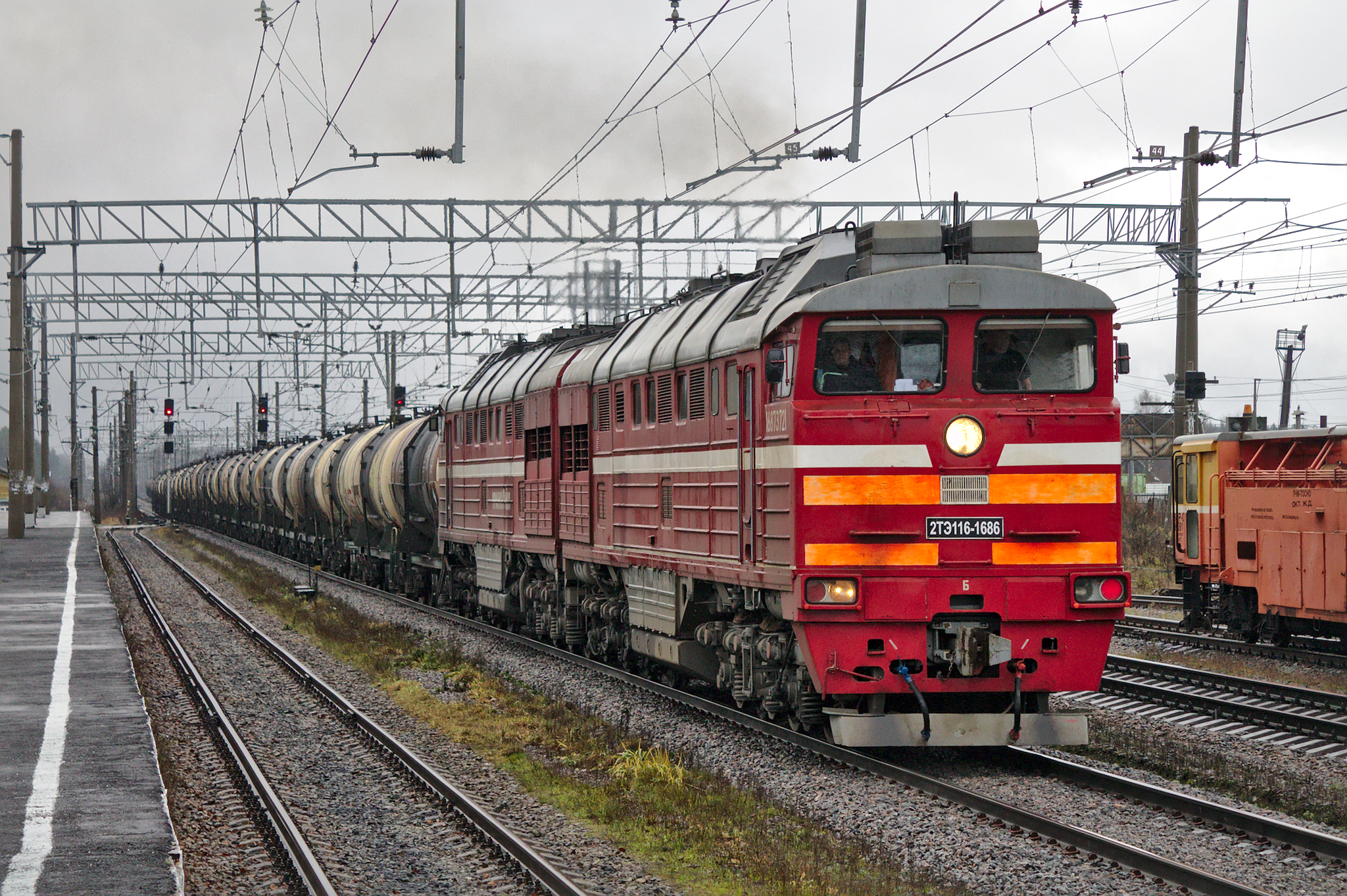
Тепловоз 2ТЭ116-1686 с наливным поездом
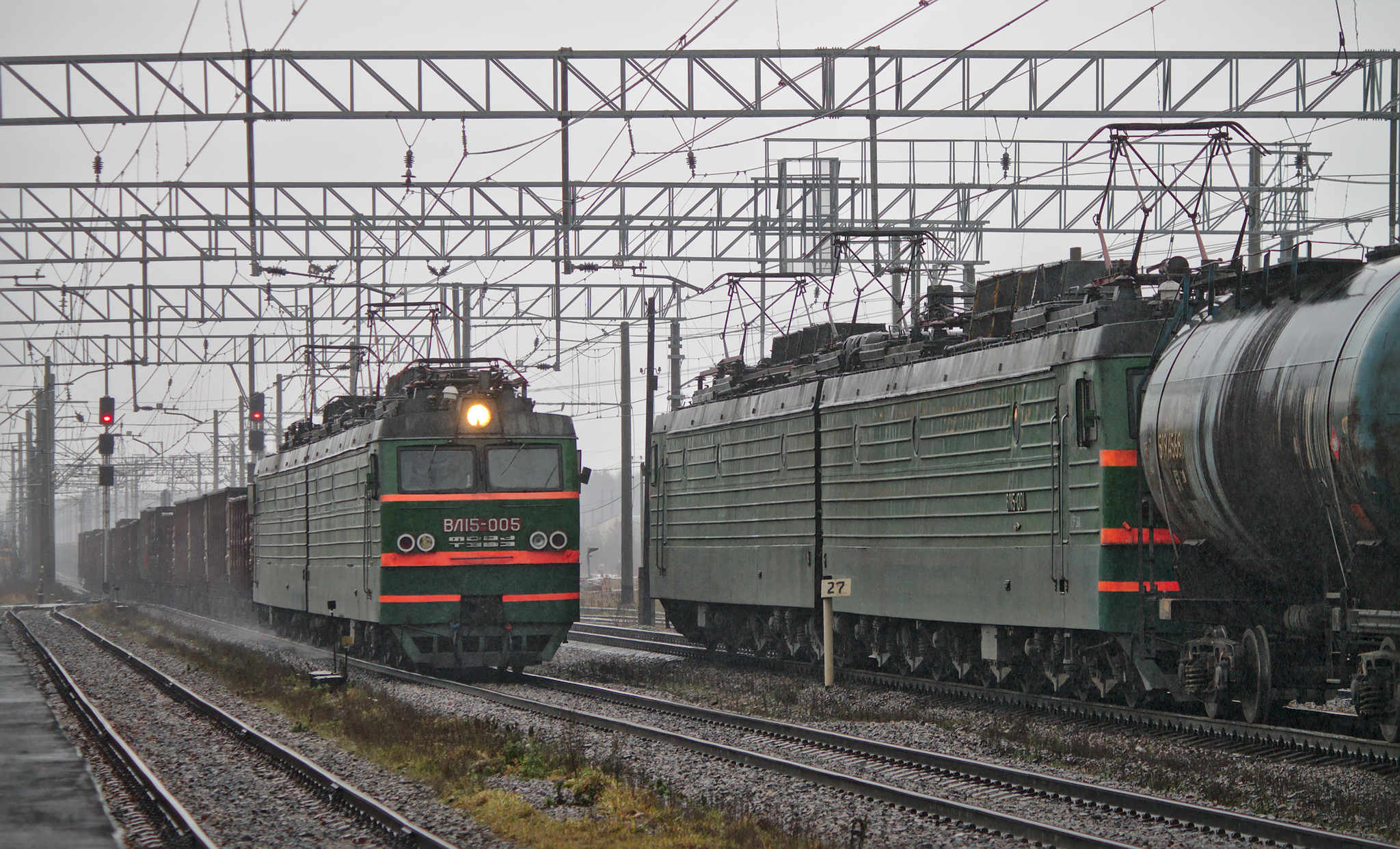
Электровозы ВЛ15 с грузовыми поездами
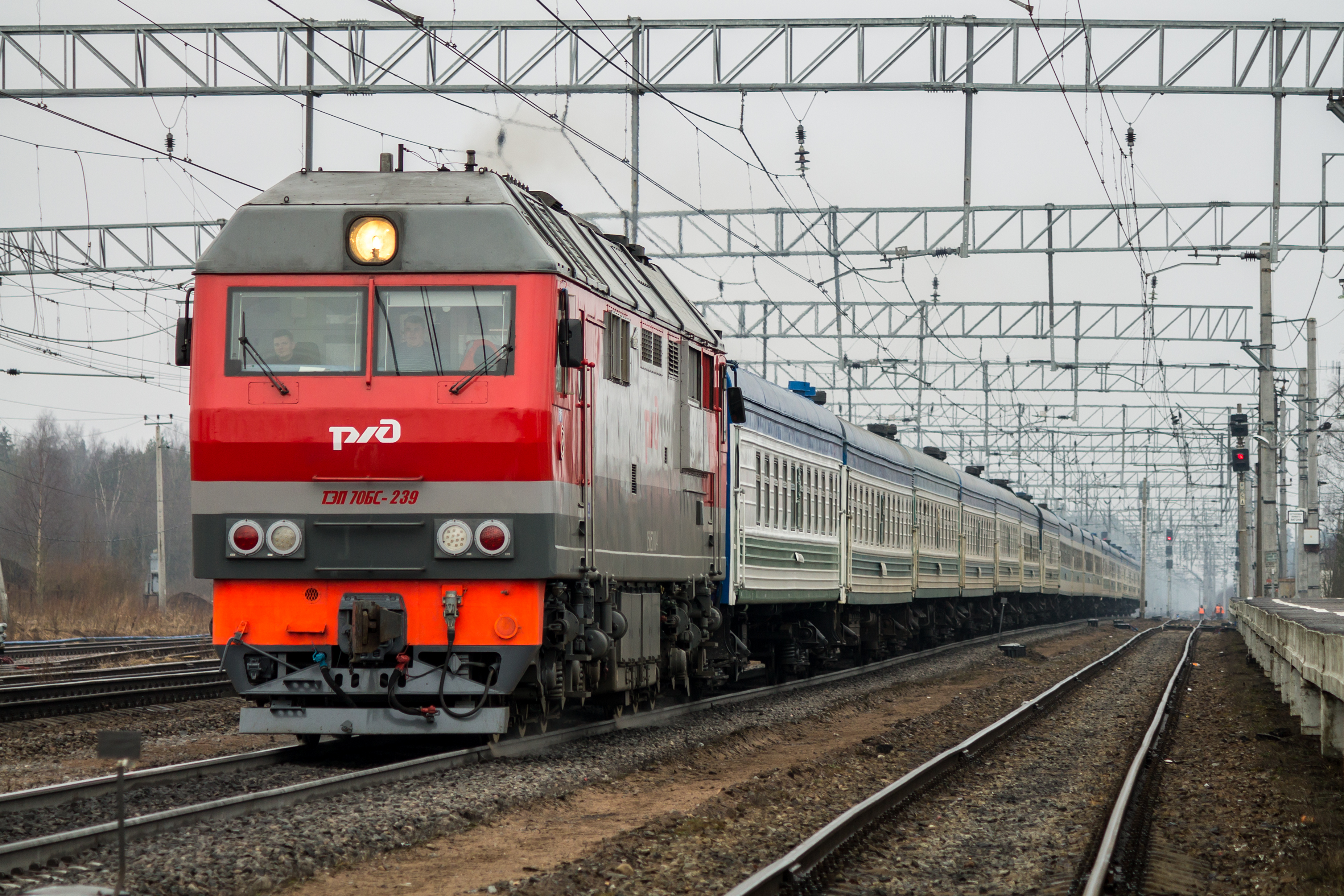
Тепловоз ТЭП70БС-239 с пассажирским поездом

## Пригородное сообщение
Станция является конечной для пригородных электропоездов из Санкт-Петербурга, а также пригородных дизель-электропоездов ДТ1 (ранее — дизель-поездов Д1, впоследствии — поездов на тепловозной тяге) из Великого Новгорода. Кроме того, на станции имеют остановку дизель-электропоезда: (ранее пригородный поезд на тепловозной тяге) Санкт-Петербург — Великий Новгород, а также Великий Новгород — Павловск. Вплоть до 1993 года через станцию следовала «летучка» (межобластной вагон под тепловозом ТЭП60 — с осени 1988 года М62 — в самые последние месяцы обращения ТЭП70) из Гатчины на Мгу, Пустыньку и (существует неподтвержденная информация, будто бы на Рогавку следовала не представленная «летучка», а тот состав, который от Гатчины на следующий день следовал на Молосковицы и Веймарн) Рогавку.

## Линия Павловск — Новгород
На всём протяжении однопутная. От Павловска до Новолисино электрифицированная, далее до поста Новгород неэлектрифицированная. От поста Новгород до станции Новгород-на-Волхове электрифицированная. В конце 1980-х — начале 1990-х годов рассматривался вопрос об электрификации участка Новолисино — Радофинниково (по некоторым данным, и до Новгорода). Были установлены опоры контактной сети, но на этом процесс и завершился. Линия не электрифицирована до сих пор.

## Линия Тосно — Гатчина
Линия двухпутная, электрифицированная. Второй путь на перегонах Новолисино — Стекольный и Новолисино — Владимирская был построен в 2012 году для увеличения объёмов грузового движения.

### Расписание пригородных поездов
- Расписание пригородных поездов на сайте СЗППК
- Расписание пригородных поездов. Яндекс.Расписания.
- Расписание пригородных поездов на tutu.ru